# ميل كير
ميل كير (بالإنجليزية: Mel Kerr)‏ هو لاعب كرة قاعدة أمريكي، ولد في 22 مايو 1903 في Souris, Manitoba ‏ في كندا، وتوفي في 9 أغسطس 1980 في فيرو بيتش ‏ في الولايات المتحدة.

## وصلات خارجية
- ميل كير على موقعبيزبول رفرنس.كوم (الدوري الرئيسي) (الإنجليزية)
- ميل كير على موقعبيزبول رفرنس.كوم (الدوري الثانوي) (الإنجليزية)